# Simona Hösl
Simona Hösl (* 11. Juni 1992 in Berchtesgaden) ist eine ehemalige deutsche Skirennläuferin. Sie war auf die technischen Disziplinen Slalom und Riesenslalom spezialisiert.

## Biografie
Simona Hösl startete seit dem Winter 2007/08 bei FIS-Rennen. Ihren ersten Sieg feierte sie am 13. Januar 2008 im Slalom der bayerischen Meisterschaften am Großen Arber. Kurz darauf startete sie erstmals im Europacup. Weitere Einsätze in dieser Rennserie folgten ab Januar 2009. Erstmals international in Erscheinung trat sie bei den Juniorenweltmeisterschaften 2010 in Les Planards, wo sie den vierten Platz im Slalom erreichte. Ein Jahr später erzielte sie bei den Juniorenweltmeisterschaften 2011 in Crans-Montana den sechsten Platz in dieser Disziplin.
Am 26. Februar 2010 wurde Hösl Deutsche Jugendmeisterin im Riesenslalom. Zwei Wochen zuvor hatte sie ihre ersten Europacuppunkte gewonnen. Im Winter 2010/11 bestritt sie ihre erste volle Europacupsaison. Sie fand rasch den Anschluss an die Spitze und erreichte mit sechs Podestplätzen, darunter einem Sieg am 11. März 2011 im Slalom von La Molina, den vierten Platz in der Gesamt- und Riesenslalomwertung sowie Rang sieben in der Slalomwertung. Am 29. Dezember 2010 bestritt sie mit dem Slalom von Semmering ihr erstes Weltcuprennen, bei dem sie im ersten Durchgang ausschied.
Seit 2011 gehörte Hösl dem Zoll-Ski-Team der Bundeszollverwaltung an. Sie erzielte in der Europacupsaison 2011/12 den zweiten Platz im Riesenslalomklassement und wie im Vorjahr den vierten Rang in der Gesamtwertung. Am 16. Dezember 2012 gewann sie in ihrem elften Weltcuprennen, dem Riesenslalom in Courchevel, mit Platz 20 die ersten Weltcuppunkte. Dies blieb auch ihr bestes Ergebnis; insgesamt konnte sie sich nur drei weitere Male in den Punkterängen klassieren. Nachdem sie aus dem Leistungskader des Skiverbandes gestrichen worden war, erklärte sie im Juli 2016 ihren Rücktritt.

## Erfolge

### Weltcup
- 1 Platzierung unter den besten 20

### Europacup
- Saison 2010/11: 4. Gesamtwertung, 4. Riesenslalomwertung, 7. Slalomwertung
- Saison 2011/12: 4. Gesamtwertung, 2. Riesenslalomwertung
- 12 Podestplätze, davon 2 Siege:

| Datum             | Ort       | Land     | Disziplin    |
| ----------------- | --------- | -------- | ------------ |
| 11. März 2011     | La Molina | Spanien  | Slalom       |
| 23. November 2013 | Levi      | Finnland | Riesenslalom |

### Juniorenweltmeisterschaften
- Mont Blanc 2010: 4. Slalom
- Crans-Montana 2011: 6. Slalom
- Roccaraso 2012: 5. Riesenslalom
- Québec 2013: 10. Riesenslalom

### Weitere Erfolge
- 2 Deutsche Meistertitel (Riesenslalom 2012 und Kombination 2015)
- Deutsche Riesenslalom-Juniorenmeisterin 2010
- 7 Siege in FIS-Rennen